# Kościół Santa Maria delle Grazie w Sansepolcro
Kościół Santa Maria delle Grazie w Sansepolcro – budowla sakralna znajdująca się przy via Beato Ranieri w Sansepolcro, we Włoszech. Jest to lokalne sanktuarium maryjne.

## Historia
Świątynia została zbudowana, wraz z przylegającym do niego oratorium, z inicjatywy Bractwa Śmierci, wkrótce po jego ustanowieniu w 1518. W fasadzie zachował się kamienny portal z drewnianymi drzwiami, na których wyrzeźbiono postacie szkieletów, stanowiące aluzję do Bractwa Śmierci – dzieło Alberto Albertiego (1563). W ciągu wieków sanktuarium było miejscem modlitwy i celem pielgrzymek, szczególnie w czasie trzęsień ziemi, o czym świadczą tablice pamiątkowe umieszczone na ścianach zewnętrznych. Ostatnia z nich pochodzi z 1917. Ponownie konsekrowane w 1931 przez biskupa Pompeo Ghezzi, ordynariusza Sansepolcro,  z okazji 1500 rocznicy Soboru Efeskiego, sanktuarium zostało odnowione w latach 50. XX w., a ostatnio w latach 2006–2007. Zewnętrzna loggia, tworząca portyk przy wejściu do oratorium, została ponownie otwarta w 1981, a obszerna sala oratorium została odrestaurowana w latach 1985–1987. Prace te zostały podjęte z inicjatywy ks. kan. Pietro Zazzeri (1911–1987), którego imię nosi główna sala oratorium.

## Sztuka
We wnętrzu znajdują się liczne przykłady lokalnej sztuki zdobniczej: drewniany sufit z końca XVI w. przypisywany Alberto Albertiemu oraz galeria chóru i organy z elementami zdobniczymi z XVII w. Trzy ołtarze zdobione stiukami pochodzą z czasu przebudowy wnętrza w XVIII w. W ołtarzu głównym przechowywany jest obraz Madonna delle Grazie, namalowany w 1555 przez Rafaellino dal Colle. Wielka sala oratorium, przylegającego do kościoła, ozdobiona jest cyklem fresków z Historiami z życia Matki Bożej, pochodzącym z drugiej połowy XVI w..